# Karol Kulczycki

Wappen von Karol Kulczycki

Karol Kulczycki SDS (* 19. Oktober 1966 in Góra) ist ein polnischer Ordensgeistlicher und römisch-katholischer Bischof von Port Pirie in Australien.

## Leben
Karol Kulczycki trat 1987 der Ordensgemeinschaft der Salvatorianer bei und legte 1992 die feierliche Profess ab. Am 28. Mai 1994 empfing er durch den Erzbischof von Krakau, Franciszek Kardinal Macharski, das Sakrament der Priesterweihe.
Nach der Priesterweihe war er in der Berufungspastoral der Salvatorianer in Polen tätig. 1997 wurde er nach Australien entsandt, wo er verschiedene Aufgaben in der Pfarrseelsorge wahrnahm. Von 2010 bis 2018 war er Provinzial der Salvatorianer in Australien. Nach seiner Rückkehr in die Heimat war er seit 2018 Vizeprovinzial der polnischen Salvatorianerprovinz.
Papst Franziskus ernannte ihn am 6. August 2020 zum Bischof von Port Pirie. Der Apostolische Nuntius in Australien, Erzbischof Adolfo Tito Yllana, spendete ihm am 29. September desselben Jahres in der von den Salvatorianern betreuten Herz Jesu-Basilika in Trzebinia die Bischofsweihe. Mitkonsekratoren waren der Erzbischof von Krakau, Marek Jędraszewski, und der Breslauer Weihbischof Jacek Kiciński CMF. Die Amtseinführung im Bistum Port Pirie fand am 28. Oktober 2020 statt.